# Nea Salamis Famagusta
Nea Salamis Famagusta (griechisch Νέα Σαλαμίνα Αμμοχώστου) ist ein Fußballverein aus der zyprischen Stadt Famagusta. Er wurde 1948 gegründet. Die Farben des Vereins sind rot-weiß. Seit der Besetzung des Nordteils der Insel durch türkische Truppen ist der Verein in Larnaka beheimatet. Nea Salamis spielt im Stadio RAFAEL GROUP Ammóchostos, das 8.000 Zuschauern Platz bietet.

## Sportliche Erfolge

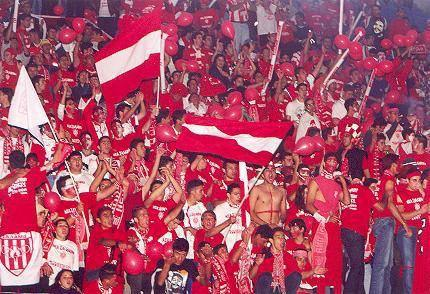
Nea Salamis-Fans beim Pokalfinale 2001

Nea Salamis gehört mit kurzen Unterbrechungen seit 1955 der ersten zyprischen Liga an. Die besten Platzierungen erreichte der Verein jeweils mit dritten Rängen in der Aufstiegssaison 1955/56, sowie 1965/66, 1992/93 und 1994/95.
1966 erreichte Nea Salamis das Finale um den zyprischen Fußballpokal, unterlag aber der Mannschaft von Apollon Limassol. 24 Jahre später stand der Verein erneut im Finale. Mit einem 3:2 gegen Omonia Nikosia gewann man erstmals in der Vereinsgeschichte den Pokal. Bei der dritten Finalteilnahme 2001 unterlag Nea Salamis wiederum Apollon Limassol.
In den europäischen Vereinswettbewerben war Nea Salamis bislang wenig erfolgreich. 1991 trat die Mannschaft im Europapokal der Pokalsieger an, unterlag jedoch in der ersten Runde zweimal klar dem FC Aberdeen. 1997 qualifizierte sich der Verein für den UI-Cup, schied jedoch mit nur einem Sieg nach den ersten Gruppenspielen aus. In der Saison 2000/01 erreichte Nea Salamis nach zwei Siegen gegen den albanischen Verein KS Vllaznia Shkodra die zweite Runde des UI-Cups, schied dann aber gegen FK Austria Wien aus.

## Europapokalbilanz
| Saison  | Wettbewerb                  | Runde        | Gegner                 | Gesamt | Hin       | Rück      |
| ------- | --------------------------- | ------------ | ---------------------- | ------ | --------- | --------- |
| 1990/91 | Europapokal der Pokalsieger | 1. Runde     | FC Aberdeen            | 0:5    | 0:2 (H)   | 0:3 (A)   |
| 1995    | UEFA Intertoto Cup          | Gruppenphase | OFI Kreta              | 1:2    | 1:2 (A)   | 1:2 (A)   |
| 1995    | UEFA Intertoto Cup          | Gruppenphase | JK Pärnu Tervis        | 2:0    | 2:0 (H)   | 2:0 (H)   |
| 1995    | UEFA Intertoto Cup          | Gruppenphase | FK Budućnost Podgorica | 1:1    | 1:1 (A)   | 1:1 (A)   |
| 1995    | UEFA Intertoto Cup          | Gruppenphase | Bayer 04 Leverkusen    | 0:2    | 0:2 (H)   | 0:2 (H)   |
| 1997    | UEFA Intertoto Cup          | Gruppenphase | FC Lausanne-Sport      | 1:4    | 1:4 (A)   | 1:4 (A)   |
| 1997    | UEFA Intertoto Cup          | Gruppenphase | Ards FC                | 4:1    | 4:1 (H)   | 4:1 (H)   |
| 1997    | UEFA Intertoto Cup          | Gruppenphase | Royal Antwerpen        | 0:4    | 0:4 (A)   | 0:4 (A)   |
| 1997    | UEFA Intertoto Cup          | Gruppenphase | AJ Auxerre             | 01:10  | 01:10 (H) | 01:10 (H) |
| 2000    | UEFA Intertoto Cup          | 1. Runde     | KS Vllaznia Shkodra    | 6:2    | 4:1 (H)   | 2:1 (A)   |
| 2000    | UEFA Intertoto Cup          | 2. Runde     | Austria Wien           | 1:3    | 1:0 (H)   | 0:3 (A)   |

Legende: (H) – Heimspiel, (A) – Auswärtsspiel, (N) – neutraler Platz, (a) – Auswärtstorregel, (i. E.) – im Elfmeterschießen, (n. V.) – nach Verlängerung
| Wettbewerb                  | Spiele | S | U | N | T+  | T-  |
| --------------------------- | ------ | - | - | - | --- | --- |
| Europapokal der Pokalsieger | 2      | 0 | 0 | 2 | 0   | 5   |
| UEFA Intertoto Cup          | 120    | 5 | 1 | 6 | 170 | 290 |
| Gesamt                      | 140    | 5 | 1 | 8 | 170 | 340 |

Stand: 13. Oktober 2022

## Bekannte Spieler
- Atanas Michajlow (1981–1983)
- Stanislav Seman (1984–1987)
- Ioannis Okkas (1993–1995) Jugend, (1995–1997)
- Dariusz Pasieka (1993–1995)
- Krzysztof Bukalski (2002–2003)
- Mihai Stere (2004–2006)
- Sergio Bastida (2006–2007)
- Marco Haber (2006–2007)
- Admir Bilibani (2007)
- Claudiu Răducanu (2007)
- Hamad Ndikumana (2007–2008)
- Fernando Ávalos (2009–2010)
- Willy Fondja (2010)
- Diego León (2011–2012)
- Martin Vunk (2011–2012)
- Andres Oper (2011–2013)
- Samuel Yeboah (2012)
- José Semedo (2012–2013)
- Ernestas Šetkus (2013–2014)
- Jean-Eudes Maurice (2015)
- Pāvels Šteinbors (2015–2016)
- Davide Grassi (2016–2017)
- Ionuț Neagu (2016–2017)
- John Alvbåge (2018–2019)
- Román Golobart (2018–2019)
- Kingsley Onuegbu (2018–2020)
- Pavel Čmovš (2020–2021)

## Bekannte Trainer
- Gyula Zsengellér (1957–1959)
- Jerzy Engel (1991–1994, 1995–1996)
- Georgi Wassilew (2003)
- Georgios Kostikos (2007)
- Jan de Jonge (2015–2016)
- Eugen Neagoe (2016)
- Staikos Vergetis (2016–2017)
- António da Conceição Silva Oliveira (2017)